# Can-linn
«Can-linn» — ирландская поп-группа, которая совместно с Кейси Смит представляла Ирландию на конкурсе песни «Евровидение 2014», с песней «Heartbeat». Группа исполнила композицию на боуране и народной скрипке. «Can-Linn» в переводе с ирландского означает «петь вместе». Группа считает, что именно работая вместе с Кейси Смит, они смогут принести победу Ирландии на конкурсе песни Евровидение.

## Состав
- Томас Спратт — танцор
- Тарик Шебани — танцор
- Сара Мэй Роджерс — народная скрипка